# Mumie Thutmosis’ III.
Die Mumie Thutmosis’ III ist eine altägyptische Königsmumie aus der 18. Dynastie, die 1871 von Grabräubern in der Cachette von Deir el-Bahari in Theben-West entdeckt wurde. Ursprünglich wurde der König (Pharao) Thutmosis III. 1425 v. Chr. in Grab KV34 im Tal der Könige bestattet. In der 22. Dynastie wurde die Mumie jedoch mit zahlreichen weiteren Königsmumien aus Schutz vor Grabräubern in dieses „Versteck“ umgebettet. Heute befindet sie sich im Ägyptischen Museum in Kairo mit der Inventarnummer CG 61068.

## Fundumstände

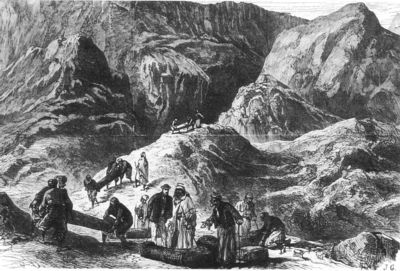
Bergung der Mumien aus der Cachette von Deir el-Bahari

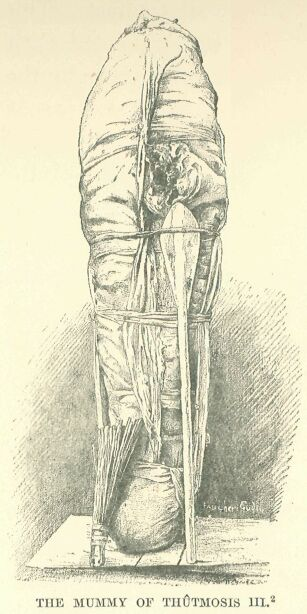
Zeichnung der Mumie Thutmosis’ III. nach einem Foto von Emil Brugsch

Im Sommer 1871 entdeckten die Brüder Mohammed, Soliman und Ahmed Abd el-Rassul in Deir el-Bahari ein Schachtgrab aus der 21. Dynastie, das wahllos mit übereinander gestapelten Särgen gefüllt war. Es handelte sich um das heute als Cachette von Deir el-Bahari (auch DB 320) bekannte Versteck mit Königsmumien. Die Abd el-Rassuls hielten den Fund zunächst geheim, da sie vom Verkauf des Grabinhalts lebten, indem sie von Zeit zu Zeit auf Beutezügen ausgewählte Stücke entnahmen und in den Antikenhandel schleusten. Gaston Maspero, der damals Direktor des Ägyptischen Museums in Bulaq/Kairo und Chef des ägyptischen Service des Antiquités d'Egypte war, wurde schließlich darauf aufmerksam, dass systematisch königliche Stücke in den Antikenhandel gelangten und unternahm von März bis April Nachforschungen in Luxor. Am 4. April 1881 ließ er Ahmed Abd el-Rassul durch die lokale Polizei festnehmen. Am 25. Juni gab einer der Brüder die Lage des Grabes der Polizei preis. Da Maspero selbst zu dieser Zeit nicht in Ägypten war, erteilte er seinem Assistenten Emil Brugsch den Auftrag, alles Nötige zu veranlassen. Am 6. Juli 1881 führte Mohammed Abd el-Rassul die Delegation schließlich zu dem Grab, das mehr als 30 Särge enthielt. Darunter befanden sich die Mumien der Könige Seqenenre, Ahmose I., Thutmosis III., Sethos I. und Ramses II. Offenbar wurde das Grab in der 22. Dynastie von Priestern in ein Depot für Königsmumien umgewandelt, die zum Schutz vor Grabräubern hierhin umgebettet wurden. Um weiteren Grabräubereien vorzubeugen, wurde die „Cachette“ innerhalb von 48 Stunden geräumt. Dementsprechend fehlt heute eine wissenschaftlich fundierte Dokumentation der Fundumstände. Der Inhalt von DB 320 wurde in Luxor zwischengelagert und schließlich nach Kairo ins Ägyptische Museum gebracht. Die Mumie Thutmosis’ III. wurde als CG 61068 inventarisiert, das dazugehörige Leichentuch als CG 40001. Ursprünglicher Bestattungsort der Mumie war das Grab KV34 im Tal der Könige.
Nach Masperos Schilderung war die Mumie Thutmosis’ III. von den Abd el-Rassuls bereits durchsucht worden. Die 1,60 m lange Mumie war in einem schlechten Zustand und an drei Stellen gebrochen. Sie war mit einem Bouquet von Binsen beschmückt. Das Leichentuch ist mit hieroglyphischen Texten beschriftet, darunter das 27. Kapitel des ägyptischen Totenbuchs und die Sonnenlitanei für König Thutmosis III., Sohn der Königin Isis, deren Name hier zum ersten Mal auftauchte. Um der Bestattung die notwendige Steifigkeit zu verleihen, verwendeten die Umbestatter der 22. Dynastie vier Ruder, drei im Innern und das vierte an der Außenseite. Ein Loch in den Binden auf Brusthöhe dürfte von den modernen Grabräubern stammen, die nach Schmuck suchten.
Georges Nagel zweifelt an Masperos Beschreibung, dass die Mumie noch mit dem Leichentuch umwickelt war. Möglicherweise lag dieses zusammengerollt oder gefaltet auf der Mumie. Wie er feststellte, gehören zwei Tuchfragmente, die in den Antikenhandel gelangt waren und die sich heute im Museum of Fine Arts in Boston befinden, ebenfalls zum Leichentuch Thutmosis’ III. Eine mögliche Erklärung wäre jedoch, dass die modernen Grabräuber tatsächlich nur die beiden Fragmente vom Leichentuch entfernen konnten und die Position der Ummantelung verhinderte, dass sie die ganze Verkleidung entnehmen konnten. Eine andere Möglichkeit wäre, dass sich die beiden Fragmente bei der Beschreibung durch Maspero noch am Leichentuch befanden und erst später geraubt wurden.

## Röntgen-Analyse
Zweifel an der Identifizierung der Mumie als Thutmosis III. wurden geäußert, da der Bestattete nach einer Röntgen-Analyse zwischen seinem 35. und 40. Lebensjahr verstorben war, und dies nur schwer mit den vermuteten 53 Regierungsjahren von Thutmosis III. in Einklang zu bringen ist. Deshalb wurde eine Verwechslung der Mumie bei der Wiederbestattung vorgeschlagen. Allerdings äußerten einige Ägyptologen Zweifel an der Altersbestimmung durch radiographische Analyse der Knochen, da die durch diese Technik erhaltenen Ergebnisse fast immer den historischen Quellen widersprechen und eine genaue Altersbestimmung von ausgewachsenen Personen schwierig ist. Außerdem handelt es sich bei der Mumie Amenophis’ II. (CG 61069) aufgrund biologischer Hinweise mit ziemlicher Sicherheit um den leiblichen Sohn Thutmosis’ III, was wiederum der historischen Überlieferung entspricht. Die Datierung und chronologische Einordnung der Mumie Thutmosis’ III. stützt ebenfalls eine Einstufung in dessen Regierungszeit. Für Dimitri Laboury kann die Identifizierung von CG 61068 mit der Mumie von Thutmosis III. kaum angezweifelt werden.

## Rekonstruktion des Aussehens
Die zahlreichen Statuen des Königs lassen nur bedingt Rückschlüsse auf das mögliche Aussehen zu, da es sich um idealisierte Darstellungen handelt (siehe auch Entwicklung der Königsplastik Thutmosis’ III.). So lassen sich im Porträt Thutmosis’ III. Veränderungen in physiognomischen Details wie der Nasenform und die Wiederbelebung der Ikonographie seiner Vorgänger ausmachen. Dennoch bleiben einige physiognomische Merkmale absolut konstant: Das S-förmig abgewinkelte Kinn, die hervorgehobene Kinnbacke und die Position seiner Wangenknochen. Der Vergleich mit der Mumie, die diese Details ebenso aufweist, legen eine Inspiration aus der realen Erscheinung des Modells nahe.
Auch bei der physischen Erscheinung ist es schwierig, zwischen Realität und athletischem Ideal eines Königs in den Darstellungen zu unterscheiden. Dennoch weisen die Statuen und die Mumie darauf hin, dass er zumindest für antike Verhältnisse ziemlich groß und eine recht imposante Erscheinung gewesen war. Typische Merkmale der Statuen sind breite Brust und Schultern, kurzer Oberkörper, flache und schmale Taille, muskulöse Arme und Beine sowie breite Füße und Hände. Aufgrund der Rekonstruktion der Mumie wird die Körpergröße auf 1,71 m geschätzt, was größer ist als alle anderen Könige der 18. Dynastie mit Ausnahme von Amenophis I.

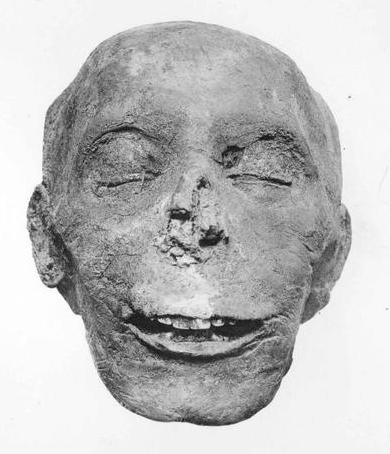
Kopf der Mumie im Ägyptischen Museum in Kairo (CG 61068)
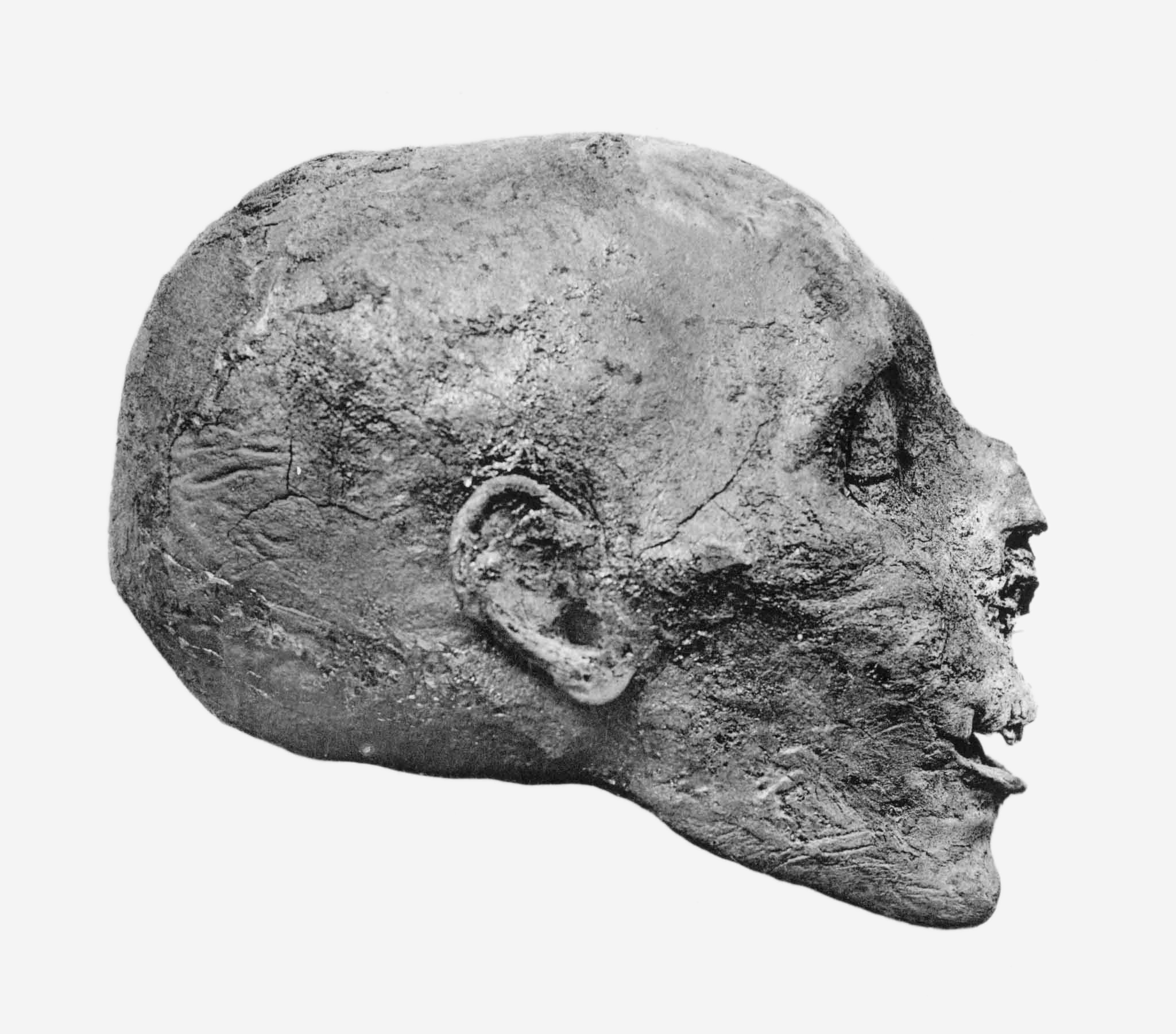
Kopf der Mumie im Profil
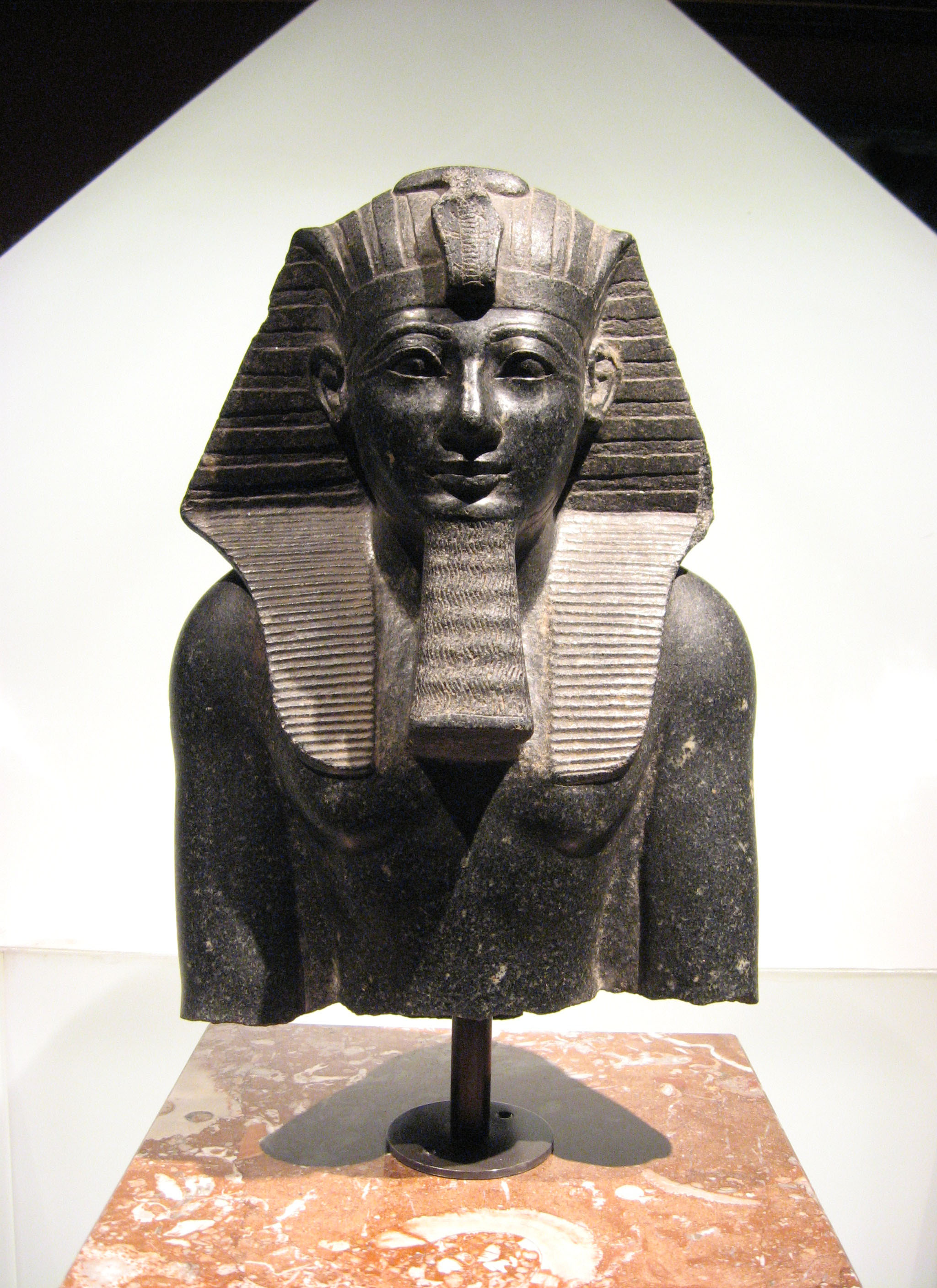
Oberteil einer Statue König Thutmosis’ III. (KHM 70)